# Crystal Lakes (Ohio)
Crystal Lakes és una concentració de població designada pel cens dels Estats Units a l'estat d'Ohio. Segons el cens del 2000 tenia 1.411 habitants.

## Demografia
Segons el cens del 2000, Crystal Lakes tenia 1.411 habitants, 562 habitatges, i 387 famílies. La densitat de població era de 1.184,3 habitants/km².
Dels 562 habitatges en un 30,2% hi vivien nens de menys de 18 anys, en un 49,3% hi vivien parelles casades, en un 13,5% dones solteres, i en un 31% no eren unitats familiars. En el 24,9% dels habitatges hi vivien persones soles el 7,1% de les quals corresponia a persones de 65 anys o més que vivien soles. El nombre mitjà de persones vivint en cada habitatge era de 2,51 i el nombre mitjà de persones que vivien en cada família era de 2,99.
Per edats la població es repartia de la següent manera: un 25,9% tenia menys de 18 anys, un 7,5% entre 18 i 24, un 31,9% entre 25 i 44, un 23,1% de 45 a 60 i un 11,6% 65 anys o més.
L'edat mediana era de 37 anys. Per cada 100 dones de 18 o més anys hi havia 99 homes.
La renda mediana per habitatge era de 40.444 $ i la renda mediana per família de 42.424 $. Els homes tenien una renda mediana de 27.180 $ mentre que les dones 17.917 $. La renda per capita de la població era de 14.804 $. Aproximadament el 14,7% de les famílies i el 14,6% de la població estaven per davall del llindar de pobresa.

## Poblacions més properes
El següent diagrama mostra les poblacions més properes.